# Chantals Pyjama Party (televisieprogramma uit 2019)
Chantals Pyjama Party was een Nederlands televisieprogramma dat werd uitgezonden door RTL 4. De presentatie van het programma was in handen van Chantal Janzen, aan wie het programma de titel ontleent. Het programma kan als een vervolg gezien worden van Chantal blijft slapen.
In oktober 2021 maakte het programma een doorstart onder dezelfde naam maar met een compleet nieuw format.

## Format
In het programma ging presentatrice Chantal Janzen iedere aflevering naar twee verschillende bekende Nederlanders. Voordat ze naar haar gast toe gaat, gaat Janzen eerst naar het dorp waar diegene woont om aan de bewoners te vragen wat ze van de bekende gast vinden. Janzen laat vervolgens een van die dorpsgenoten een vraag bedenken die hij of zij graag aan die bekende gast zou willen stellen, deze stelt Janzen aan het einde van het bezoek.
Janzen gaat vervolgens naar de bekende gast om daar de dag door te lopen. Richting de avond krijgt de gast van Janzen een bijzondere pyjama en begint het slaapfeest. In deze periode worden de gasten elk op een verschillende manier verrast. Bij de ene gast is de verrassing een voorwerp of een uitvoering, bij de andere gast kunnen dit personen zijn die langskomen.

## Afleveringsoverzicht
Het eerste seizoen werd in mei 2019 aangekondigd, opnames vonden plaats sinds het voorjaar van 2019. Enkele gasten van het eerste seizoen zijn Corry Konings, Gerard Joling, Famke Louise, Waylon en Trijntje Oosterhuis.
| Nr | Uitzenddatum      | Bekende gast            | Verrassing                                                                                  | Kijkcijfers |
| -- | ----------------- | ----------------------- | ------------------------------------------------------------------------------------------- | ----------- |
| 1  | 5 september 2019  | Gerard Joling           | Fanfare kwam bij Joling thuis                                                               | 932.000     |
| 1  | 5 september 2019  | Corry Konings           | Drie mannen kwamen speeddaten met Konings                                                   | 932.000     |
| 2  | 12 september 2019 | Waylon                  | Vrienden van Waylon kwamen langs om te darten                                               | 784.000     |
| 2  | 12 september 2019 | Famke Louise            | ’s Nachts winkelen in K3-jurkjes                                                            | 784.000     |
| 3  | 19 september 2019 | Maan                    | Vrienden van Maan kwamen taart eten en hielden een karaoke-avond                            | 721.000     |
| 3  | 19 september 2019 | Alex Klaasen            | Vrienden van Alex, waaronder Anne-Marie Jung en Eelco Smits, kwamen 's nachts dineren       | 721.000     |
| 4  | 26 september 2019 | Trijntje Oosterhuis     | The Voice Kids-winnares Yosina Rumajauw komt een liedje van Trijntjes vader zingen          | 830.000     |
| 4  | 26 september 2019 | Patrick Martens         | ZOOP-reüniefeestje met Vivienne van den Assem, Jon Karthaus en Juliette van Ardenne         | 830.000     |
| 5  | 3 oktober 2019    | Tino Martin             | Familie en vrienden komen barbecueën                                                        | 657.000     |
| 5  | 3 oktober 2019    | Anna Nooshin            | Gaan samen naar een horror escape room                                                      | 657.000     |
| 6  | 10 oktober 2019   | Marlijn Weerdenburg     | Met jeugdvriendin en oud-lerares een klankmassage-sessie bijwonen                           | 603.000     |
| 6  | 10 oktober 2019   | Barrie Stevens          | Mini-playbackshow-reünie met Henny Huisman, Jacques d'Ancona en met Aad Peters als Bulletje | 603.000     |
| 7  | 17 oktober 2019   | Miljuschka Witzenhausen | Verschillende boerderijdieren waaronder konijnen, een geit en een pony, komen langs         | 792.000     |
| 7  | 17 oktober 2019   | Dylan Haegens           | Vrienden en familie komen een tosti-feestje houden                                          | 792.000     |

## Achtergrond
Van oktober 2014 tot december 2017 presenteerde Chantal Janzen de voorloper van dit programma genaamd Chantal blijft slapen. In dit programma liep Janzen ook een dag mee met een bekende Nederlander en bleef daar ook uiteindelijk slapen. De titel van het programma en het format werd deels aangepast door een juridisch conflict tussen RTL en Talpa Network; Talpa wilde alle zelfbedachte programma's die voor de eigen zenders zoals SBS6 gaan gebruiken. Een aantal van deze formatwijzigingen zijn dat Janzen nu ook een pyjamaparty voor haar gast organiseert en zorgt  voor diverse verrassingen voor haar gasten. 
Nadat het eerste seizoen volledig uitgezonden was, maakte Janzen bekend dat de kans dat het programma terugkeert niet groot is. Ze voelde dat er verzadiging bij het programma is en vond dat een programma goed en fris moet blijven. In oktober 2021 kwam een gelijknamig televisieprogramma terug op televisie maar met een compleet nieuw format.

## Trivia
- Janzen heeft een gelijknamige concertreeks die voor het eerst in 2019 plaats vond.[7]